# Arum lucanum
Arum lucanum là một loài thực vật có hoa trong họ Ráy (Araceae). Loài này được Cavara & Grande mô tả khoa học đầu tiên năm 1913.